# Génétique de coloration de la robe chez le lapin
 (octobre 2016).
Si vous disposez d'ouvrages ou d'articles de référence ou si vous connaissez des sites web de qualité traitant du thème abordé ici, merci de compléter l'article en donnant les références utiles à sa vérifiabilité et en les liant à la section « Notes et références ».
Le déterminisme génétique de coloration de la robe chez le lapin est assez bien connu par les scientifiques. 10 locus sont concernés : A, B, C, D, E, En, Du, Si, V, et W, chacun pouvant porter divers gènes dominants ou récessifs. La couleur de la robe du lapin est liée à la présence en quantités variables de deux pigments, l'eumélanine (noire) et la phéomélanine (jaune). L'absence totale de ces pigments est à l'origine du caractère albinos.

## Gènes de coloration par locus
Voici les différents gènes que l'on peut rencontrer pour chacun des locus, classés par ordre de dominance :
- "A" est le locus agouti (le poil se caractérise par des bandes de couleurs différents). Les gènes sont :
  - A= agouti (gris garenne du patron sauvage, couleur castor, etc.)
  - at= tan pattern (couleur loutre, tan, silver marten)
  - a= non-agouti (noir, chocolat)
- "B" est le locus brown :
  - B= noir
  - b= marron, brun ou chocolat
- "C" ou locus « color » :
  - C= complètement coloré (noir)
  - cchd= chinchilla noir, enlève la pigmentation jaune(chinchilla, martre argentée (silver marten))
  - cchl= chinchilla clair (sable, sable point, perle fumé (smoke pearl), couleur otarie)
  - ch= Himalayen, californien ou russe, corps blanc avec les extrémités noires, bleues, chocolat ou lilas, et les yeux roses
  - c= albinos
- "D" correspond au locus dilution :
  - D= couleur dense
  - d= ce gène cause une dilution du noir vers le bleu, du chocolat vers le lilas, du ambre vers le lynx et du castor vers l'opal.
- "E" est le locus extension, dont l'expression dépend des locus 'A' and 'C' :
  - Es= métal (l'extrémité des poils passe du noir au doré ou argenté)
  - E= normal
  - ej= motif arlequin (japonais) avec des taches noires et jaunes
  - e= plus de pigment noir (agouti devient rouge, orange ou fauve, etc.)
- "En" représente le locus plus/moins (bicolore/tacheté) de la couleur. Il possède une hérédité dominante incomplète, et donne donc 3 possibilités de couleur:
  - EnEn= "Charlie" ou marqué d'un peu de couleur aux oreilles, au nez et très peu de tâches sur le corps, s'accompagne de troubles au niveau digestif, notamment d'un mégacôlon.
  - Enen= Broken ou bicolore ou tricolore (si de base arlequine / japonaise) avec plus ou moins moitié couleur / moitié blanc
  - enen= Pleine couleur sans zone blanche.
- "Du" correspond au motif hollandais (Dutch)
  - Du= motif hollandais
  - du= normal
- "V" correspond au locus du blanc de Vienne (Blanc avec les yeux bleus (BEW, blue eyes white). C'est le seul gène pouvant donner du bleu dans les yeux (deux yeux bleus, un seul, ou taches bleues dans l'œil, ou yeux normaux). 
  - vv = couleur normale
  - Vv = tacheté, taches de taille aléatoire, pouvant aller de quelques poils blancs à seulement quelques poils colorés.
  - VV = blanc aux yeux bleus
- "Si" représente le locus silver, la pointe des poils devient blanche sur une plus ou moins grande longueur. Les lapereaux naissent normalement colorés, l'argenture venant progressivement au fil de la mue. 
  - Si= couleur normal
  - si= couleur argentée
- "W" , en lien avec le locus agouti, détermine la taille de la bande jaune au milieu du poil :
  - W= largeur normale
  - w= largeur deux fois plus importante (Otter devient Tan, intensifie les facteurs rouge du Thrianta et du lièvre belge)